# Ferdinand Hérold
Ferdinand Hérold (París, 28 de gener de 1791 - París, 19 de gener de 1833) fou un compositor francès dedicat principalment a l'opéra-comique. El 1812 fou premi de Roma.

## Infància i premi de Roma
D'origen alsacià, estudià amb el seu pare, François-Joseph Hérold (1755-1802), pianista i compositor, i net d'un organista, Nicolas Hérold, pel que va créixer en una atmosfera musical. Va entrar al pensionat Hix a l'edat de sis anys, va seguir paral·lelament cursos de teoria musical amb François-Joseph Fétis (futur editor de La Revue musicale). Als set anys, ja sabia tocar el piano i va començar a compondre. El seu pare s'oposava que fes una carrera musical però la seva mort el 1802, li va permetre enfocar aquest projecte amb més realisme. Ingressa al Conservatoire national supérieur de musique de París el 1806, on va tenir com a professors de primera fila: el seu propi padrí Louis Adam (pare del compositor Adolphe Adam) en piano, Charles Simon Catel en harmonia, Rodolphe Kreutzer en violí i Étienne Nicolas Méhul en composició.
El 1810, guanya el primer premi de piano, amb un tros que ell mateix havia compost, cosa que no s'havia vist mai. Marxa a Itàlia amb François Rude i David d'Angers el 1813 després d'haver-se emportat el Premi de Roma l'any precedent. A la primavera, hi compon la seva primera simfonia.

## Primeres obres, primers triomfs, primers fracassos
El 1815, s'instal·la a Nàpols per raons de salut. Hi compon diverses peces, entre les quals la seva segona simfonia i tres quartets per a instruments de corda. La seva primera òpera, La Gioventù di Enrico Quinto és representat al Teatro del Fondo, sota el pseudònim de Landriani a causa del fet que els compositors francesos eren generalment mal rebuts. Guanya l'èxit del públic però no el dels compositors napolitans.
Joachim Murat l'agafa fins i tot per ensenyar piano a les seves filles, encara que abans d'això va haver de deixar Itàlia. Va ser a Àustria, on Klemens von Metternich el va utilitzar alguns mesos, per Múnic i Suïssa i va tornar a París. És llavors quan aconsegueix la celebritat gràcies a una òpera escrita en col·laboració amb Boieldieu, Charles de France (1816). També va conèixer l'èxit aquell mateix any amb una segona òpera, Les Rosières, dedicada al seu amic i professor Méhul. Si La clochette (1817) va ser també un èxit, aquest no va ser el cas de les òperes següents Premier venu i Les troqueurs (1819). La mala elecció dels llibrets va comprometre també L'amour platonique i L'auteur mort et vivant. Hérold, decebut, va decidir llavors abandonar l'òpera.
El 1821, arriba a ser assistent al Théâtre italien de Paris i viatja a Itàlia per reclutar cantants. Va recuperar la salut i la inspiració. Va tornar a l'escena amb una nova òpera Le Muletier (1823) segons un llibret de Paul de Kock, Lasthénie i aprofita la seva admiració per Espanya després de la victòria francesa de Trocadéro per presentar Vendôme en Espagne, en col·laboració amb Daniel Auber (1823). El 1824, l'Opéra comique li va encarregar Le roi René. Va continuar mentrestant treballant per al Théâtre-Italien on va arribar a ser mestre de cor (1826).

## La maduresa
En aquesta època escriu enormement i alterna fracassos (Le lapin blanc (1825), L'illusion (1829)) i èxits (Marie (1826), Emmeline (1830)). És contractat a l'òpera de París i és nomenat cavaller de la Legió d'honor (1828).
El 3 de maig de 1831 s'estrena la seva òpera més cèlebre, Zampa, que és un triomf a França i a Alemanya, on encara s'interpreta actualment. Fou la primera òpera no italiana estrenada al Liceu, el 1848. Després d'haver col·laborat a La marquise de Brinvilliers (amb entre altres Boieldieu i Auber) i escrit La Médecine sans médecin (1832), dona el que és sens dubte avui és la seva obra més coneguda, Le Pré aux clercs (1832), però, un mes després de l'estrena, el gener de 1833, Hérold mor de tuberculosi. És enterrat al cementiri del Père-Lachaise. Una òpera inacabada, Ludovic, va ser acabada per Halévy.

## Obres

### Òperes
- 1815, La gioventù di Enrico quinto.
- 1816, Charles de France ou Amour et gloire (amb Boieldieu).
- 1816-1817, Corinne au Capitole.
- 1817, Les rosières.
- 1817, La clochette ou Le diable page.
- 1818, Le premier venu ou Six lieues de chemin.
- 1819, Les troqueurs.
- 1819, L'amour platonique.
- 1820, L'auteur mort et vivant.
- 1823, Le muletier.
- 1823, Vendôme en Espagne (amb Auber).
- 1825, Le lapin blanc.
- 1826, Almédon ou le monde renversé, reanomenada Marie.
- 1829, L'Illusion.
- 1829, Emmeline.
- 1830, L'auberge d'Auray.
- 1831, Zampa ou La fiancée de marbre.
- 1831, La marquise de Brinvilliers (amb Auber, Batton, Berton, Blangini, Boïeldieu, Carafa, Cherubini i Paer).
- 1832, La médecine sans médecin.
- 1832, Le Pré aux clercs. Amb aquesta òpera va debutar el tenor Charles August Nicot a l'Opéra-Comique de París el 1868.[1]
- 1833, Ludovic (completada per Halévy).

### Ballets
- 1827, Astolphe et Joconde ou Les Coureurs d'aventures.
- 1827, La Somnambule ou L'Arrivée d'un nouveau seigneur.
- 1828, La fille mal gardée.
- 1828, Lydie.
- 1829, La Belle au bois dormant.
- 1830, La Noce de village.

### Altres
- 1812, La duchesse de La Vallière ou Mademoiselle de Lavallière (qui li valgué el premi de Roma).
- 1813, Symphonie n° 1 en do majeur.
- 1814, Trois quatuors pour instruments à cordes.
- 1815, Symphonie n° 2 en ré majeur.

Hérold també compondre 3 concerts, 6 sonates i 57 composicions per a piano.